# کرنوکوسا
کرنوکوسا (به صربی: Crnokosa) یک کوه در صربستان است که در کوسیریچ واقع شده‌است. کرنوکوسا ۸۰۹ متر بالاتر از سطح دریا واقع شده‌است.